# كينيث رومان
كينيث رومان (بالإنجليزية: Kenneth Roman)‏ هو كاتب سير أمريكي، ولد في 6 سبتمبر 1930.